# Noriko Baba (footballeuse)
Pour les articles homonymes, voir Noriko Baba et Baba.
Noriko Baba (馬場 典子, Baba Noriko), née le 4 mai 1977, est une joueuse internationale de football japonaise.

## Biographie
Le 3 août 2001, elle fait ses débuts dans l'équipe nationale japonaise contre la Corée du Sud. Elle compte 5 sélections en équipe nationale du Japon de 2001 à 2002.

## Statistiques
Le tableau ci-dessous présente les statistiques de Noriko Baba en équipe nationale
| Équipe du Japon | Équipe du Japon | Équipe du Japon |
| Année           | Matchs          | Buts            |
| --------------- | --------------- | --------------- |
| 2001            | 4               | 0               |
| 2002            | 1               | 0               |
| Total           | 5               | 0               |